# Omphiscola glabra
Omphiscola glabra е вид охлюв от семейство Lymnaeidae. Видът е почти застрашен от изчезване.

## Разпространение и местообитание
Разпространен е в Белгия, Великобритания, Германия, Дания, Испания, Латвия, Нидерландия, Норвегия, Франция и Швеция.
Регионално е изчезнал в Ирландия и Полша.
Обитава пясъчните дъна на сладководни басейни, морета, реки и потоци.

## Описание
Популацията на вида е намаляваща.